# Schleuse Garz
Die Schleuse Garz ist eine Schleuse in einem Durchstich im Verlauf der Unteren Havel-Wasserstraße beim Ortsteil Garz der Stadt Havelberg im deutschen Bundesland Sachsen-Anhalt.

## Geschichte
Im Jahr 1904 beschloss die damalige Verwaltung des Königreichs Preußen ein Gesetz zur Verbesserung der Vorflutungsbedingungen im Bereich der Unteren Havel unterhalb der Stadt Brandenburg, dass uneingedeichte Flusswiesen bis spätestens zum 1. Juni eines jeden Jahres trockengefallen sein sollten. Als erste Baumaßnahmen wurde an vielen Stellen der Flussquerschnitt verbreitert und im Bereich von Flusswindungen Durchstiche angelegt. Ein solcher Durchstich entstand beim Dorf Bahnitz. Um nachteiligen Auswirkungen in Trockenperioden durch die beschleunigte Wasserabführung aufgrund der Verkürzung der Fließstrecke zu begegnen, wurden bei Bahnitz, Grütz und Garz Stauanlagen errichtet. Diese Stauanlagen bestehen aus großen Nadelwehren in der Flussmitte, die den erforderlichen Wasserstand halten, und kleinen Schützen mit einer Durchflussbreite von 6,40 Metern für Feinregulierungen. Diese Wehranlagen bei Garz wurden im Jahr 1911 fertiggestellt. Weiterhin entstanden Kahnschleusen für kleinere Wasserfahrzeuge. So wurde unweit der Schleuse Garz die Kahnschleuse Garz gebaut, die bei der Sanierung des Wehres im ersten Jahrzehnt des 21. Jahrhunderts jedoch abgerissen wurde.
Um der Havelschifffahrt ein Überwinden beziehungsweise Umfahren der Wehre zu ermöglichen, wurden in den Durchstichen Schleppzugschleusen errichtet. Diese haben jeweils eine Länge von 215 Metern, eine Kammerbreite von 23 Metern und eine Torweite von 10 Metern. Das durch die Wehre aufgestaute und durch die Schleusen zu überwindende Gefälle ist nur gering. Die Schleuse Garz wurde im Jahr 1912, also ein Jahr nach den Wehren, fertiggestellt.
Für die modernen Kabinenfahrgastschiffe ist die Torweite der Schleusenkammer jedoch äußerst knapp. So ist zu beobachten, dass die Passage mit beiderseitigen Steuermanövern und zusätzlichen Informationen über die Position von Bug und Heck bewältigt werden müssen.
Die über die Schleuse und die Havel führende Brücke wurde nach der Wende im Jahr 2000 geplant und 2001 als Ersatzneubau errichtet, weil die vorherige steinerne Brücke den Anforderungen nicht mehr genügte. Die Abmessungen der Stahlkonstruktion betragen:
30 m Spannweite, 6 m Breite, lichte Durchfahrtshöhe 3,55 m.

## Nadelwehr
Das zur Stauanlage gehörende Wehr befindet sich in der Untere Havel-Wasserstraße östlich bei Kilometer 129,020 im Wehrarm. Das Nadelwehr mit Schützenwehr hat eine Gesamtbreite von 57,75 Meter. Die Nadelwehrbreite beträgt 49,10 Meter. Der Wehrverschluss erfolgt mit 375 Nadeln. Die Breite des Schützenwehres beträgt 6,40 Meter.

## Bilder

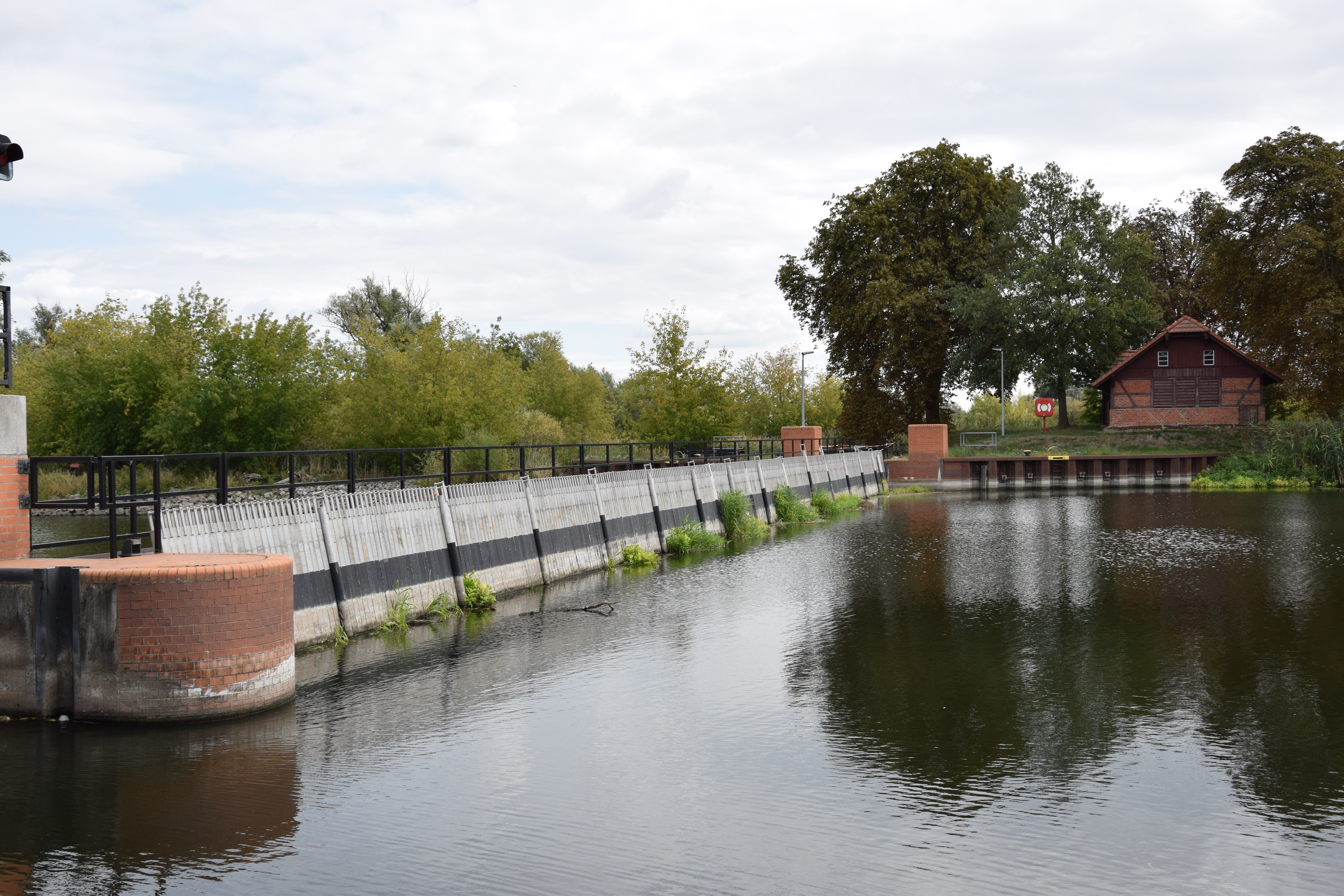
Nadelwehr Garz
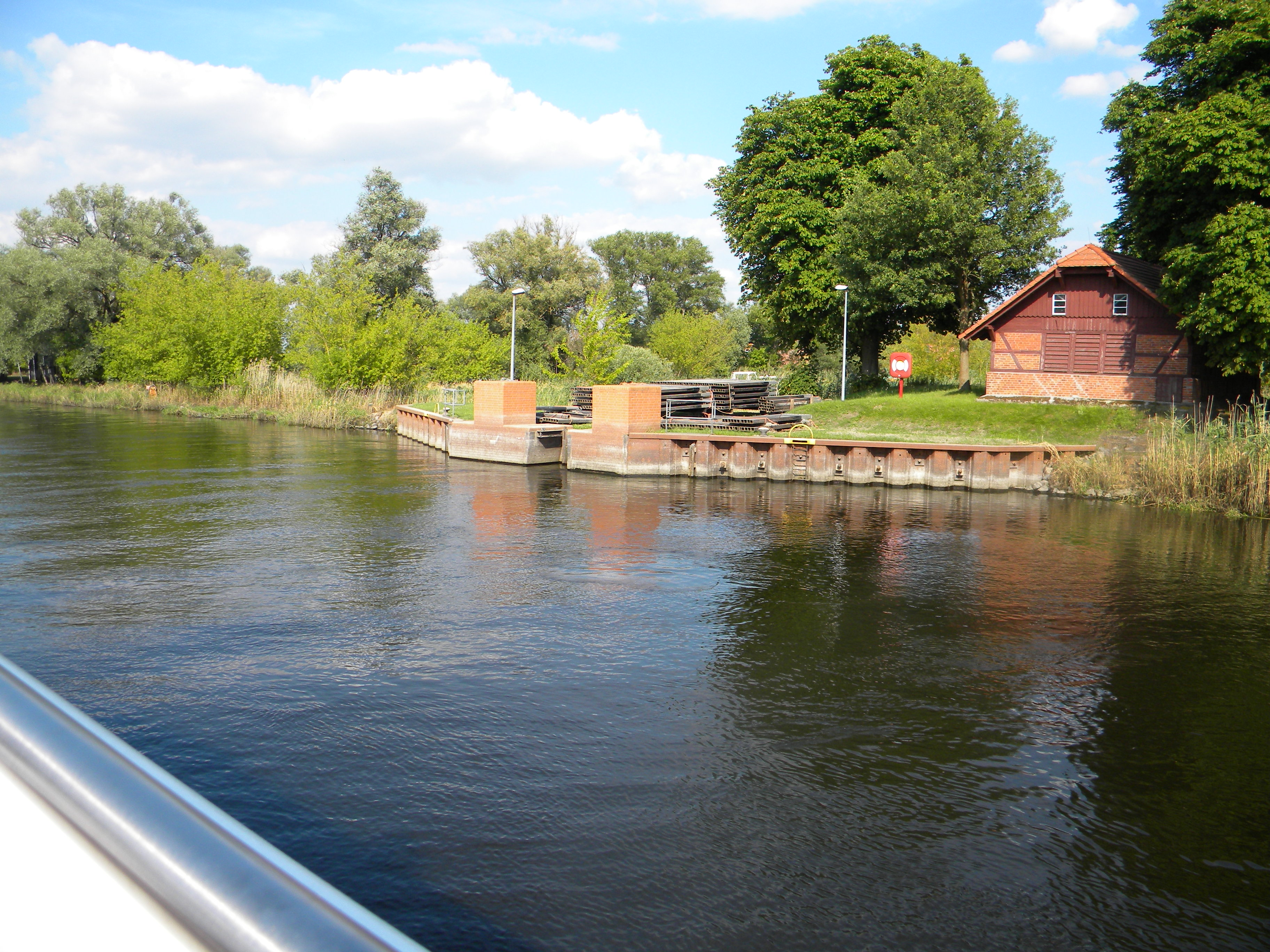
Die Nadeln sind gezogen bei ausgepegeltem Ober- und Unterwasser
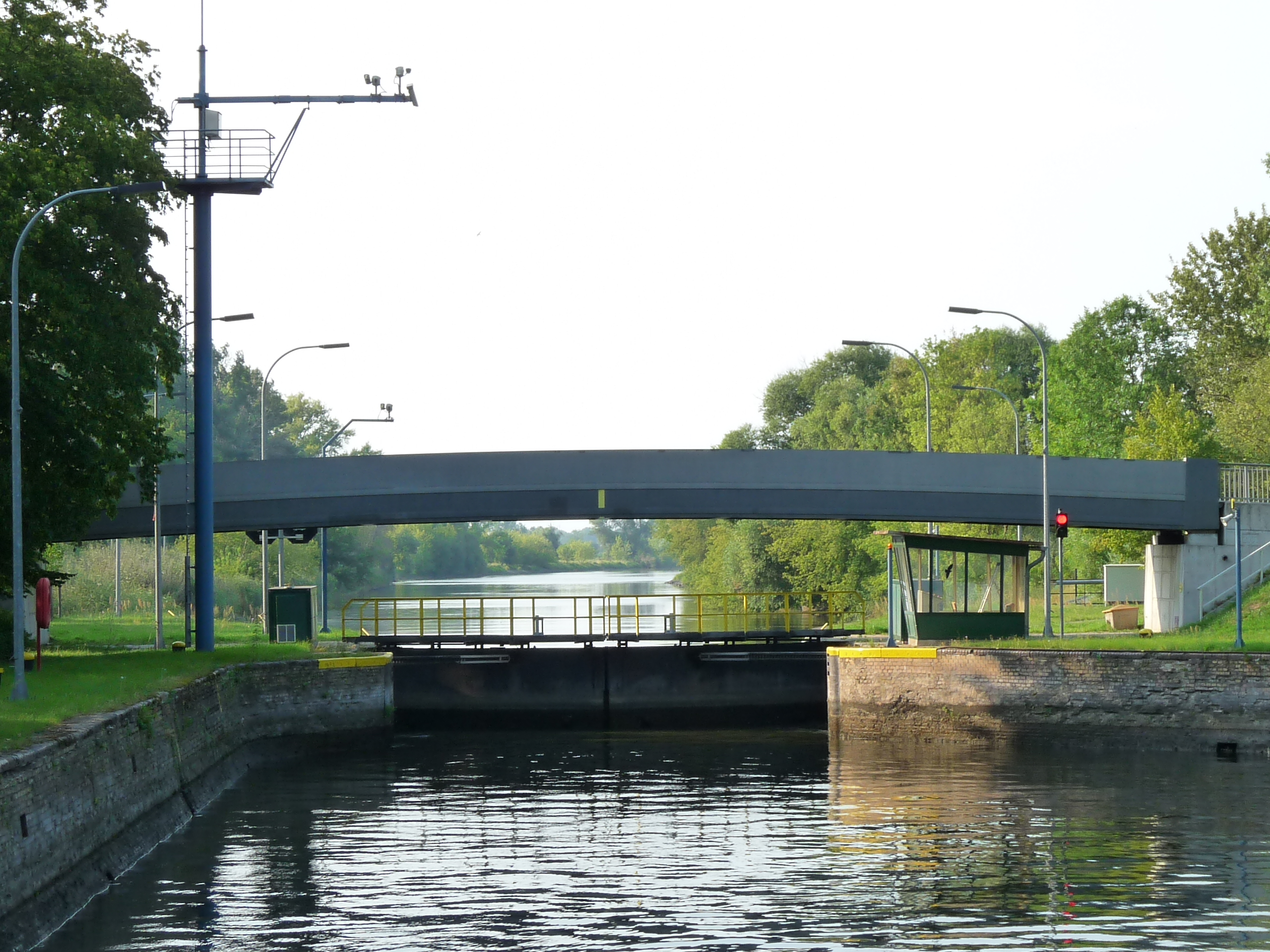
Unterhaupt mit geschlossenem Tor und Brücke
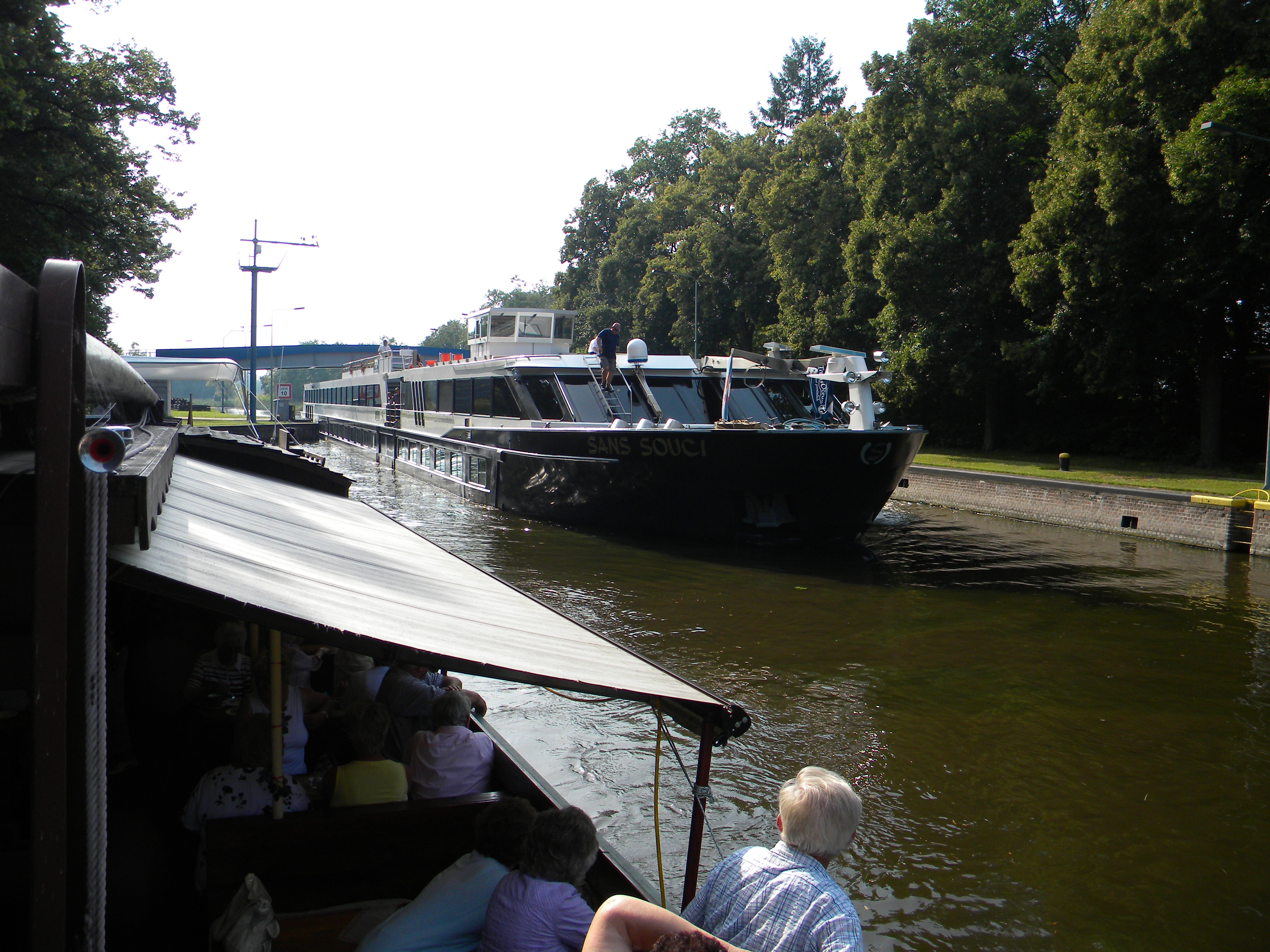
Kabinenfahrgastschiff während der Schleuseneinfahrt

## Karten
- Folke Stender (Redaktion): Sportschifffahrtskarten Binnen 1. Nautische Veröffentlichung Verlagsgesellschaft. ISBN 3-926376-10-4.